# Foetorepus
Foetorepus is een geslacht van straalvinnige vissen uit de familie van pitvissen (Callionymidae). Het geslacht is voor het eerst wetenschappelijk beschreven in 1931 door Whitley.

## Soorten
- Foetorepus agassizii (Goode & Bean, 1888)
- Foetorepus calauropomus (Richardson, 1844)
- Foetorepus dagmarae (Fricke, 1985)
- Foetorepus garthi (Seale, 1940)
- Foetorepus kamoharai Nakabo, 1983
- Foetorepus masudai Nakabo, 1987
- Foetorepus paxtoni (Fricke, 2000)
- Foetorepus phasis (Günther, 1880)
- Foetorepus talarae (Hildebrand & Barton, 1949)
- Foetorepus valdiviae (Trunov, 1981)